# Igor Belič
Igor Belič, slovenski biokemik, kemik in univerzitetni predavatelj, * 16. januar 1919, Berlin, † 19. november 1997, Ljubljana

## Življenjepis
Leta 1937 se je vpisal na Oddelek za kemijo Tehniške fakultete v Ljubljani. Med 2. sv. vojno je prekinil študij in sodeloval v OF, nato pa so ga leta 1942 okupatorji internirali v taborišče Mauthausen-Gusen, kjer je ostal do osvoboditve. Zaposlil se je v Tovarni kemičnih izdelkov Hrastnik, kasneje pa v Tovarni tekstilnih in usnjarskih pomožnih sredstev v Ljubljani. Maja 1947 so ga premestili v Zavod za industrijske raziskave pri Ministrstvu za industrijo in rudarstvo LRS. Tam je sodeloval pri načrtovanju postopkov za predvideno tovarno organskih barvil. Lea 1950 se je štiri mesece izpopolnjeval v ZDA, kjer je pri prof. Nicholasu A. Milasu na MIT v Cambridgu sodeloval pri sintezi beta-karotena. Od leta 1950 je sodeloval kot strokovni sodelavec s tovarno zdravil Lek, kjer je izboljšal postopke za izdelavo alkaloidov in organskih preparatov ter vpeljal nekatere nove. V letu 1952 je bil izvoljen za višjega asistenta oziroma strokovnega sodelavca na Inštitutu za kemijo Medicinske fakultete Univerze v Ljubljani.
Leta 1956 je doktoriral iz kemije, potem pa je od maja 1957 do maja 1959 delal kot raziskovalni sodelavec na MIT na področju organskih peroksidov in ozonidov. Docent za kemijo je postal 1960, od leta 1964 pa je bil vodja Oddelka za biokemijo Kemijskega inštituta »Boris Kidrič«. 1974 je bil izvoljen za rednega profesorja za biokemijo in bil od 1976 do 1981 predstojnik Inštituta za biokemijo Medicinske fakultete Univerze v Ljubljani. Upokojil se je 1982.
Nagrado Sklada Borisa Kidriča je prejel 1974 za rezultate pri biosinteznih raziskavah. Leta 1981 je dobil državno odlikovanje Red dela z zlatim vencem. Kemijski inštitut ga je 1986 imenoval za častnega člana.

## Delo
Konferenc s področja kemije se je udeleževal od leta 1957. Za Sklad Borisa Kidriča je s sodelavci izdelal dva elaborata o sestavinah rastlin. Leta 1956 je v ugledni reviji Nature objavil kratek prispevek o papirni kromatografiji glikozidov, s katerimi se je precej ukvarjal, tako kot tudi z drugimi naravnimi spojinami, od druge polovice 60-tih let do upokojitve pa je intenzivno raziskoval steroide in njihove biotransformacijske poti.